# Barragem de Aldeiadávila
A barragem de Aldeadávila (em castelhano:  presa de Aldeadávila) é uma obra de engenharia hidroelécrica construída no curso médio do rio Douro. Está situada a 7 km da localidade de Aldeadávila de la Ribera, na província de Salamanca, Comunidade Autónoma de Castela e Leão, Espanha.
O troço em que se encontra é conhecido como Arribas do Douro: trata-se de uma depressão profunda originada pela erosão continuada do rio. Faz parte dos Saltos do Douro juntamente com as barragens espanholas de Almendra, Castro, Ricobayo, Saucelle e Villalcampo e as portuguesas de Bemposta, Miranda e Picote. Todas constituem um grande sistema dedicado ao aproveitamento do grande potencial hidroelétrico da zona.
Junto à barragem fica a povoação de Salto de Aldeadávila, erguida para alojar as famílias dos operários que construíram a barragem.
A barragem de Aldeadávila é uma barragem do tipo misto abóbada-cúpula-gravidade, com 140 m de altura e comprimento de muro de 250 m. Pode armazenar um total de 115 hm³ numa área de 368 ha. É a que mais produz energia em Espanha, e a segunda da Europa. Tem capacidade para produzir mais de 4000 milhões de kWh/ano.

## Ligações externas

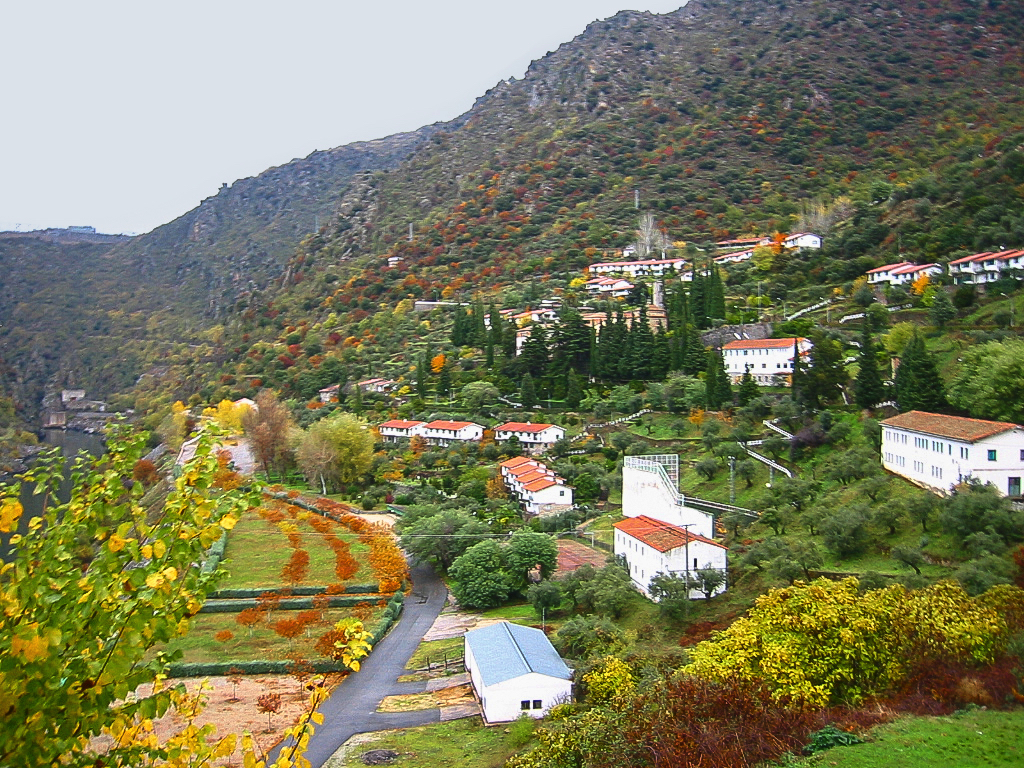
Aldeia do Salto de Aldeadávila, junto à barragem